# Марчелла Альбані
Марчелла Альбані, італ. Marcella Albani, уроджена Іда Маранца — італ. Ida Maranca (* 7 грудня 1901, Рим — †11 травня 1959, Вісбаден) — італійська акторка.

## Біографія
Марчелла народилася 7 грудня 1901 в Римі.
Після закінчення школи вона завела роман з римським аристократом і кінорежисером Гвідо Паришем і завдяки цьому знайомству потрапила на кіноекрани, дебютувавши в 1919 році в картині «Обійми смерті». На початку 20-х Париш багато знімав її — всього Марчелла з'явилася в шістнадцяти його фільмах. Найбільш вдалими з них були картини «Буря», «Дочка хвиль» і «Кохання у бігах» (всі три відносяться до 1921 року).
У 1923 році Марчелла і Париш перебралася до Берліна, де молода актриса продовжувала зніматися на провідних ролях і була прихильно прийнята глядачами. Після того, як в 1926 році вона розійшлася з Паришем, її знімали відомі режисери тих років — Фрідріх Зелнік, Вільям Дітерле і Джое Май.
Розквіт кар'єри актриси припав на 1927—1929 роки. За цей період вона з'явилася в сімнадцяти фільмах, працюючи не тільки в Німеччині, а й у Франції, Австрії та Італії. Одна з найбільш пам'ятних її робіт того періоду — картина російського режисера-емігранта Олександра Волкова «Шахерезада» (1928), де Марчелла грала разом з Дітою Парло, Олександром Вертинським і російським артистом Дмитрієвим.
З початком епохи звукового кіно її кар'єра почала поступово хилитися до заходу. Марчелла знайшла собі нове захоплення — літературу, і написала кілька романів. Один з них під назвою «Місто кохання» в 1934 році був екранізований її чоловіком, режисером Маріо Франчіні, і Марчелла виконала у цьому фільмі головну роль. У 1936 році вона пішла з кіно, зігравши наостанок в німецькому вестерні «Імператор Каліфорнії», і оселилася на узбережжі Лігурії.
Марчелла Альбані померла 11 травня 1959 року в Вісбадені.